# Agrostis paucinodis
Agrostis paucinodis é uma espécie de gramínea do gênero Agrostis, pertencente à família Poaceae.